# Oglesby (Illinois)
Oglesby é uma cidade localizada no estado americano de Illinois, no Condado de La Salle.

## Demografia
Segundo o censo americano de 2000, a sua população era de 3647 habitantes.
Em 2006, foi estimada uma população de 3641, um decréscimo de 6 (-0.2%).

## Geografia
De acordo com o United States Census Bureau tem uma área de
10,4 km², dos quais 10,4 km² cobertos por terra e 0,0 km² cobertos por água.

## Localidades na vizinhança
O diagrama seguinte representa as localidades num raio de 12 km ao redor de Oglesby.